# Carl Verbraeken

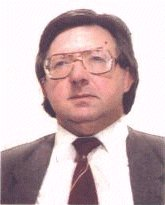
Carl Verbraeken

Carl Gustav Verbraeken (Antwerpen, 18 september 1950) is een Vlaams componist en pianist.
Verbraeken doceerde aan het Koninklijk Conservatorium te Brussel van 1978 tot 1989 en was van 2010 tot 2023 voorzitter van de Unie van Belgische Componisten.
Hij schreef meer dan 1000 werken voor allerlei bezettingen.